# Kampinmalmi

Kampinmalmi (suédois : Kampmalmen) est un district d'Helsinki en Finlande

## Description
Le district de Kampinmalmi (en finnois : Kampinmalmen peruspiiri) a 29455 habitants (au 1.1.208) et 45460 emplois (au 31.12.2005) pour une superficie de 4.07 km2.